# Klaus Augenthaler
Klaus Augenthaler (Fürstenzell, 26. rujna 1957.), njemački je nogometni trener i bivši nogometaš.
Augenthaler je igrao na poziciji središnjeg braniča, a u kasnijoj karijeri na poziciji libero. Cijelu igračku karijeru nastupaoi je za bavarski Bayern München, za kojeg je zabio 52 pogotka u 404 nastupa u ligi. S klubom je osvojio sedam prvenstava, tri kupa i drugo mjesto u Kupu prvaka 1982. Od 1983. do 1990. godine, igrao je u njemačkoj reprezentaciji, s kojom je osvojio Svjetsko prvenstvo 1990.
Kao trener, Augenthaler je trenirao rezervnu momčad Bayern Münchena, austrijski Grazer AK, 1. FC Nürnberg, Bayer Leverkusen i VfL Wolfsburg.

## Vanjske poveznice
- Klaus Augenthaler (njem.)
- Statistika na Fussballdaten.de (njem.)